# Åttersta
Åttersta är en bebyggelse  nordväst om Kungsgården i Ovansjö socken i Sandvikens kommun. Från 2015 till 2023 avgränsade SCB här en småort.